# El Mirador Capula
El Mirador Capula es una localidad de México localizada en el municipio de Ixmiquilpan en el estado de Hidalgo.

## Toponimia
En náhuatl, Capul-la. Capulinal: “lugar de muchos capulines”.

## Geografía
Se encuentra en la región geográfica del Valle del Mezquital. A la localidad le corresponden las coordenadas geográficas 20° 29’ 59.473” de latitud norte y 99° 09’ 38.592” de longitud oeste, con una altitud de 1817 m s. n. m. Cuenta con un clima semiseco templado.
En cuanto a fisiografía se encuentra en la provincia del Eje Neovolcánico, dentro de la subprovincia de Llanuras y Sierras de Querétaro e Hidalgo; su terreno es de sierra y lomerío. En lo que respecta a la hidrografía se encuentra posicionado en la región del Pánuco, dentro de la cuenca del río Moctezuma, en la subcuenca del río Actopan.

## Demografía
En 2020 registró una población de 613 personas, lo que corresponde al 0.62 % de la población municipal. De los cuales 291 son hombres y 322 son mujeres.
| Gráfica de evolución demográfica de El Mirador Capula entre 1995 y 2020 |
|                                                                         |
| Población registrada por los censos y conteos del INEGI.                |